# Bouvresse
Bouvresse is een gemeente in het Franse departement Oise (regio Hauts-de-France) en telt 164 inwoners (1999). De plaats maakt deel uit van het arrondissement Beauvais.

## Geografie
De oppervlakte van Bouvresse bedraagt 2,8 km², de bevolkingsdichtheid is 58,6 inwoners per km².
De onderstaande kaart toont de ligging van Bouvresse met de belangrijkste infrastructuur en aangrenzende gemeenten.

## Demografie
Onderstaande figuur toont het verloop van het inwonertal (bron: INSEE-tellingen).